# Хочу в тюрьму
«Хочу в тюрьму» — российская кинокомедия 1998 года, поставленная режиссёром Аллой Суриковой.

## Сюжет
Семён Лямкин (Владимир Ильин) — механик, может починить и собрать что угодно. Его родной завод уволил всех рабочих, и Семён, глава многодетной семьи, оказался на улице. В поисках заработка Семён принимает предложение работы от случайного знакомого, не подозревая, что тот руководит преступной шайкой. Семёну чудом удалось избежать встречи с милицией.
Размышляя о том, как бы ему перейти на нелегальное положение, Семён случайно видит по телевизору сюжет о нидерландской тюрьме. Оказывается, в развитых странах Европы к заключённым относятся весьма гуманно. У Семёна появляется идея: отправиться за рубеж (в Нидерланды), попасть там за решётку и, таким образом, переждать опасное время, — пока его ищут российские органы правосудия. Семён отправляется в путь на своём глубоко тюнингованном «Запорожце», способном даже преодолевать водные преграды.
Добраться до Нидерландов несложно. Гораздо труднее суметь так нарушить местные законы, чтобы его арестовали и отправили в тюрьму на подходящий, не большой и не маленький срок. Пытаясь убедить полицейского арестовать его, Лямкин пририсовывает усы и бороду портрету королевы Нидерландов, тем самым оскорбив её величество. К правонарушению Лямкин добавляет нападение на служителя закона и получает четырёхмесячный срок в нидерландской тюрьме. Отсидев в довольно комфортных условиях, он возвращается домой, где вновь сталкивается с настоящей преступностью. Благодаря выдумке и своему «Запорожцу» Семён берёт верх в поединке с бандитами.

## В ролях
- Владимир Ильин — Семён Лямкин
- Наталья Гундарева — Маша
- Алла Клюка — Мари
- Михаил Петровский — Крис ван Хорн
- Сергей Баталов — Вован
- Борис Щербаков — Олег Иванович
- Кира Сурикова — референт
- Олег Корытин — 1-й милиционер
- Юрий Луговский — 2-й милиционер
- Олег Бочаров — бандит
- Юрий Думчев — здоровый
- Анатолий Калмыков — мужик с ведром
- Яна Шивкова — «Красная Шапочка»

Дети Лямкиных:
- Наташа Коренченко — Люда
- Юля Гусева — Светка
- Егор Акмен — Егор
- Игорь Мигунов — Игорь

Нидерланды:
- Чип Брей — Клод
- Тайс Руверс — Винсент Болен
- Жан-Мари Роос — Ларри
- Майкл Красс — старший надзиратель
- Иштван Хецо — продавец
- Берт Апелдорн — врач
- Хенк ван дер Штен — полицейский
- Фраука Флеринга — судья

В эпизодах:
- Александр Кузнецов
- Георгий Штиль — уволенный мастер, сослуживец Лямкина (роль озвучил другой актёр)
- Зоя Буряк — Марианна, посетительница кафе
- Валерий Кухарешин — посетитель кафе (роль озвучил Владимир Ерёмин)
- Рудольф Фурманов — продавец в кафе
- Вадим Жук — эпизод в кафе: подвыпивший посетитель, произносящий фразу «Иногда хочется, чтобы всегда»
- Валентин Букин — работник завода (роль озвучил другой актёр)
- Елена Жирова
- Ирина Краюхина
- Анвар Либабов
- Анатолий Горин
- Фёдор Смирнов — бандит
- Александр Тютрюмов — сообщник Олега Ивановича

## Награды и премии
- 1998 — Премия «Ника».
  - Победитель в категории «Лучшая мужская роль» — Владимир Ильин.
- 1999 — фестиваль «Кинотавр».
  - Победитель в категории «Лучший актёр» — Владимир Ильин.